# Episodi di Greenhouse Academy (seconda stagione)
La seconda stagione della serie televisiva Greenhouse Academy è stata interamente pubblicata su Netflix il 14 febbraio 2018.
| nº | Titolo originale  | Titolo italiano         | Pubblicazione originale | Pubblicazione Italia |
| -- | ----------------- | ----------------------- | ----------------------- | -------------------- |
| 1  | Escape Mechanism  | Meccanismo d'espulsione | 14 febbraio 2018        | 14 febbraio 2018     |
| 2  | The Client        | Il cliente              | 14 febbraio 2018        | 14 febbraio 2018     |
| 3  | A Day Off         | Un giorno di vacanza    | 14 febbraio 2018        | 14 febbraio 2018     |
| 4  | Meant to Be       | Fatti l'una per l'altro | 14 febbraio 2018        | 14 febbraio 2018     |
| 5  | Surfing Lessons   | Lezioni di surf         | 14 febbraio 2018        | 14 febbraio 2018     |
| 6  | The Workshop      | Il laboratorio          | 14 febbraio 2018        | 14 febbraio 2018     |
| 7  | The Spiral'       | La spirale              | 14 febbraio 2018        | 14 febbraio 2018     |
| 8  | More Than a Hunch | Solo un presentimento?  | 14 febbraio 2018        | 14 febbraio 2018     |
| 9  | A Born Leader     | Un vero leader          | 14 febbraio 2018        | 14 febbraio 2018     |
| 10 | Kyle              | Kyle                    | 14 febbraio 2018        | 14 febbraio 2018     |
| 11 | Bad Decisions     | Pessime decisioni       | 14 febbraio 2018        | 14 febbraio 2018     |
| 12 | Home              | A casa                  | 14 febbraio 2018        | 14 febbraio 2018     |